# Битри (Оаза)
Битри (фр. Bitry) насеље је и општина у североисточној Француској у региону Пикардија, у департману Оаза која припада префектури Компјењ.
По подацима из 2011. године у општини је живело 293 становника, а густина насељености је износила 44,33 становника/km². Општина се простире на површини од 6,61 km². Налази се на средњој надморској висини од 65 метара (максималној 144 m, а минималној 37 m).

## Демографија
| 1962. | 1968. | 1975. | 1982. | 1990. | 1999. | 2011. |
| ----- | ----- | ----- | ----- | ----- | ----- | ----- |
| 285   | 297   | 287   | 266   | 281   | 303   | 293   |

График промене броја становника у току последњих година